# Trevignano Romano
Trevignano Romano è un comune italiano di 5 790 abitanti della città metropolitana di Roma Capitale nel Lazio, situato fra la costa settentrionale del lago di Bracciano e le pendici del Monte di Rocca Romana.

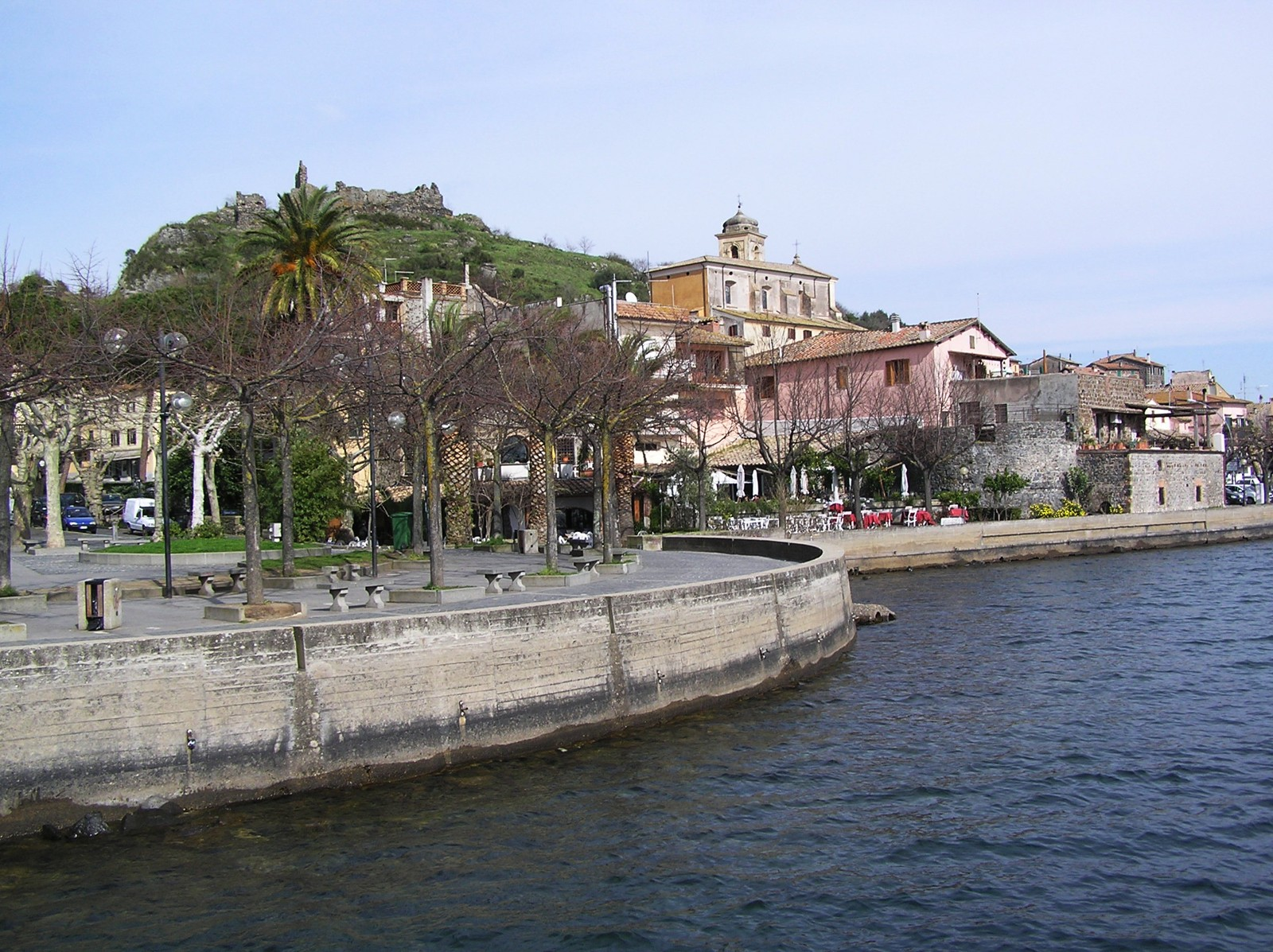
Il lungolago

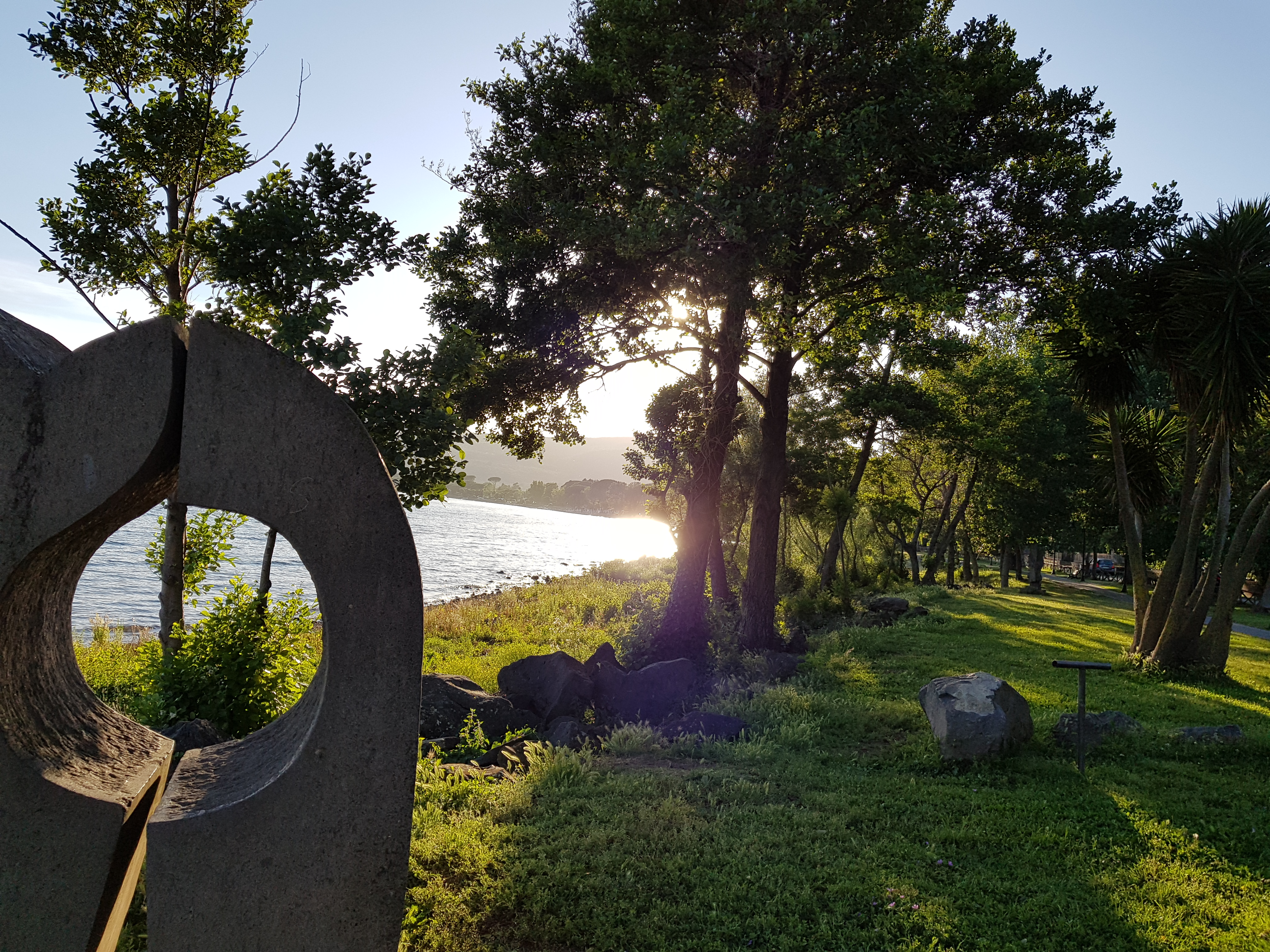
Giardini sul lungolago

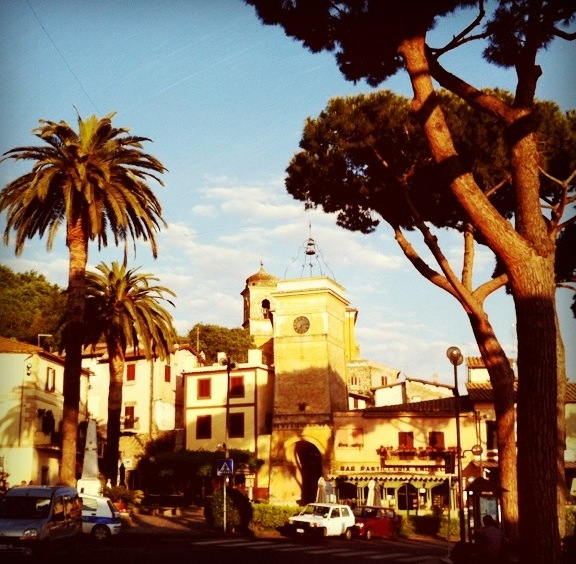
Il centro storico di Trevignano

## Geografia fisica

### Geografia fisica
Trevignano Romano, posto sulle alture dei Sabatini, sorge su un'insenatura del lago di Bracciano settentrionale; il centro cittadino – con la relativa sede comunale – è ubicato sull'estremo occidentale di tale insenatura.
Costituisce il vertice settentrionale di un ideale triangolo equilatero agli altri due vertici del quale sorgono i comuni lacustri di Bracciano (sud-ovest) e Anguillara Sabazia (sud-est).

### Clima
Classificazione climatica: zona D, 1605 GR/G

## Origini del nome
Nello stemma del comune creato forse nel XIV secolo, compaiono tre viti, ma il nome di Trevignano sembra non avere niente a che vedere con questo, piuttosto si collega al toponimo Trebonianum, del quale, nonostante non si conosca bene l'origine, si hanno prove sicure dell'esistenza storica. Trebonianum è il nome di un antico fondo situato nella zona, ma è anche citata da Antonio Nibby, un famoso storico, una villa dell'epoca di Augusto, chiamata "triboniana", inoltre nel linguaggio umbro è presente una radice che indica "luogo abitato" dalla quale potrebbe derivare proprio la parola Trebonianum (varie teorie fanno pensare che un tempo gli umbri fossero stanziati proprio nella zona del lago). Rimane dunque incerta l'origine della parola Trebonianum ma è certo che il nome attuale del paese derivi da una delle parole citate sopra, piuttosto che, come è convinzione popolare dalle tre viti presenti nello stemma. La fascia bandata d'argento e di rosso che compare nello stemma richiama lo stemma della famiglia Orsini, analogamente alla rosa (rosa ursina) che compare nello stemma del vicino comune di Bracciano.

## Storia
Il territorio trevignanese fu frequentato già in età paleolitica, come dimostrano rinvenimenti in località Montecchio e Monte dell'Olmo. Trevignano Romano fu poi un importante insediamento degli Etruschi, come testimoniano le numerose necropoli che si estendono per circa tre chilometri alle spalle dell'odierno abitato, che hanno restituito interessanti reperti oggi conservati presso il Museo Civico Etrusco Romano "Prof. Gregorio Bianchini". Nel 387 a.C. con la conquista di Veio e Caere, il territorio Sabatino passò sotto il controllo dei Romani, i quali vi costruirono numerose ville, per lo più attualmente rinvenibili sotto il pelo dell'acqua e disseminate lungo tutto il perimetro del lago di Bracciano. Tra le opere più rilevanti di questo periodo sono da ricordare la costruzione dell'impianto termale in località Vicarello e dell'acquedotto Traiano.

Durante il Medioevo, diventata territorio prima dei Prefetti di Vico e poi degli Orsini, fu dotata di una rocca difensiva. Finita all'interno degli scontri di potere tra gli Orsini ed i Borgia, la Rocca fu presa d'assalto dalle truppe di Cesare Borgia guidate dal condottiero Guidobaldo da Montefeltro. Dopo la morte del papa Alessandro VI e l'ascesa al soglio pontificio di papa Giulio II, Gian Giordano Orsini ottenne nuovamente le proprietà di Bracciano e Trevignano. Le sfortunate vicende della famiglia, verso il finire del XVII secolo, portarono infine alla cessione del territorio trevignanese al principe Livio I Odescalchi.

Sul finire del XVIII e l'inizio del XIX secolo, il paese diventò prima proprietà della famiglia Del Grillo e successivamente dei Cybo Malaspina, per finire al principe Cosimo Conti, che avviò grandi opere di bonifica e di innovazione socio-lavorativa. Gli succedettero i Torlonia, i Ginori Conti ed i Del Drago. Nonostante l'unificazione del Regno d'Italia e la successiva istituzione della Repubblica Italiana, quest'ultima casata continuò ad avere grandi possedimenti terrieri ed a gestire il territorio trevignanese come in epoca feudale, applicando l'onerosa legge della "quarta regia". Gradualmente, sotto la spinta dell'Opera Nazionale Combattenti, venne avviata l'opera di esproprio di quelle terre per assegnarle in proprietà ai reduci di guerra.

### Simboli
Lo stemma risale al XIV secolo e vi sono raffigurate tre tralci di vite, tre vigne che richiamano il nome del comune.
Una fascia bandata d'argento e di rosso e una rosa canina sopra lo scudo sono simboli della famiglia Orsini. Nella parte bassa dello scudo, tre onde rappresentano il lago Sabatino e un basso monte nascente dalla punta ricorda la rupe.
Il gonfalone è un drappo troncato di azzurro e di bianco.

## Monumenti e luoghi d'interesse

### Architetture religiose
Chiesa di Santa Maria Assunta
L'edificio della chiesa è in posizione preminente rispetto al centro storico, e vi si apprezza un panorama stupendo. La chiesa fu eretta verso il 1500 e dedicata alla Madonna Assunta in cielo, sulle fondamenta di un antico edificio sacro in stile gotico, venne poi ristrutturata completamente negli anni dal 1780 al 1794 dall'architetto Giuseppe Pellucchi. Il campanile è stato ricavato da una delle torri lungo la cinta muraria della Rocca e conteneva 4 campane, oggi ne restano solo due; una completamente restaurata per via di una spaccatura. L'interno della chiesa è a navata unica, terminante con una maestosa abside. Essa conserva opere di un certo interesse di epoca medievale e rinascimentale, sicuramente però la più importante è l'affresco dell'abside che ha come soggetto la dormizione, o morte, della Madonna e la sua assunzione e incoronazione in cielo. L'opera venne compiuta nel 1517 da Pellegrino da Modena, un pittore della scuola di Raffaello. Certi particolari indicano che il maestro, se non ha collaborato direttamente all'esecuzione dell'opera, ne abbia almeno tracciato il bozzetto.
Chiesa di Santa Caterina d'Alessandria
La chiesa fu edificata extra moenia sui resti di un edificio di epoca romana di cui sono molto evidenti le mura in opus reticolatum. La pianta è a croce con due piccole cappelle laterali; nella cappella di sinistra è seppellito l'abate Tommaso Silvestri, primo educatore dei Sordi in Italia. Nell'affresco absidale è raffigurata Santa Caterina d'Alessandria fra san Sebastiano e san Rocco. Nel 1843 la chiesa passò dall'essere una parrocchia ad essere un granaio prima e una bottega da falegname poi; solo nel 1928, in occasione delle celebrazioni indette in onore di Tommaso Silvestri, l'edificio fu restaurato e riaperto al culto, proprio per ospitare le spoglie dell'abate.
Chiesa di San Bernardino da Siena

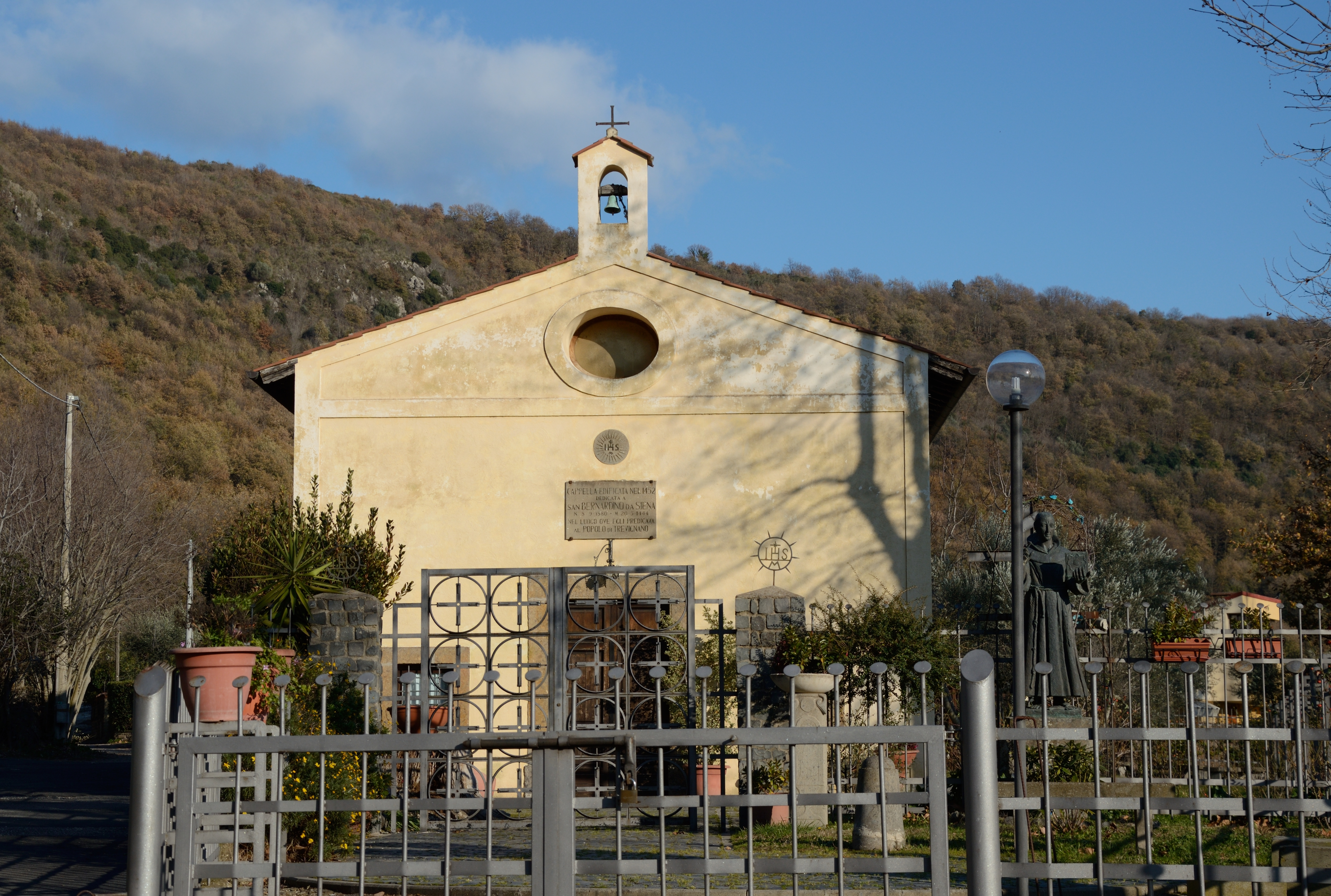
Chiesa di San Bernardino da Siena a Trevignano Romano

 La piccola chiesa sorge a circa un km dal centro del paese nel luogo in cui si dice San Bernardino da Siena si sia fermato per predicare alla popolazione. Fu eretta nel 1452 in onore del Santo, che pochi anni prima era stato eletto Santo Patrono della comunità trevignanese. L'edificio si presenta molto semplice, ad unica navata, ed al suo interno conserva il masso dal quale il Santo ha indirizzato il suo discorso alla popolazione trevignanese (nell'abside è collocato un dipinto che rappresenta proprio tale scena) oltre a numerosi ex voto.

### Architetture militari
La Rocca

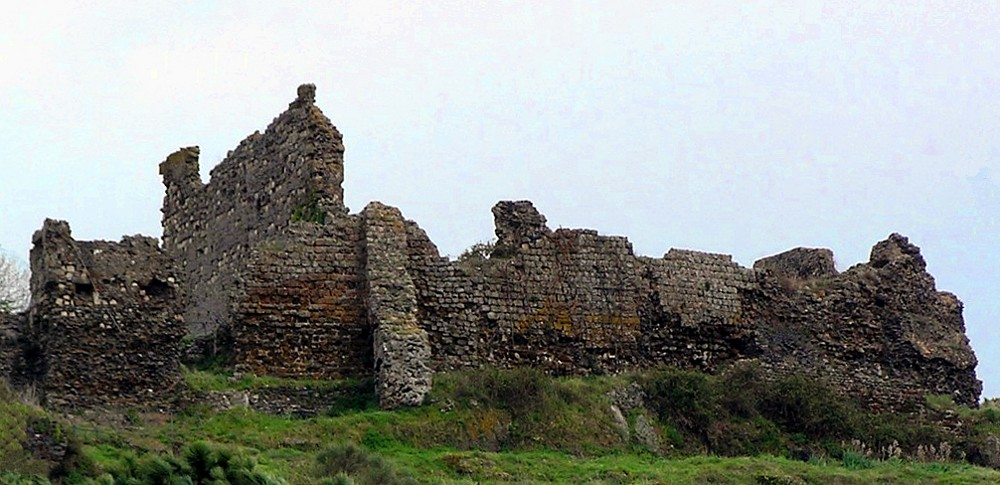
Ruderi della "Rocca"

Eretto verso il 1200 per ordine del papa Innocenzo III, il castello fu in seguito reso più possente sotto gli Orsini. Erano tre le cinte murarie che dal lago alla sommità della collina difendevano il borgo.

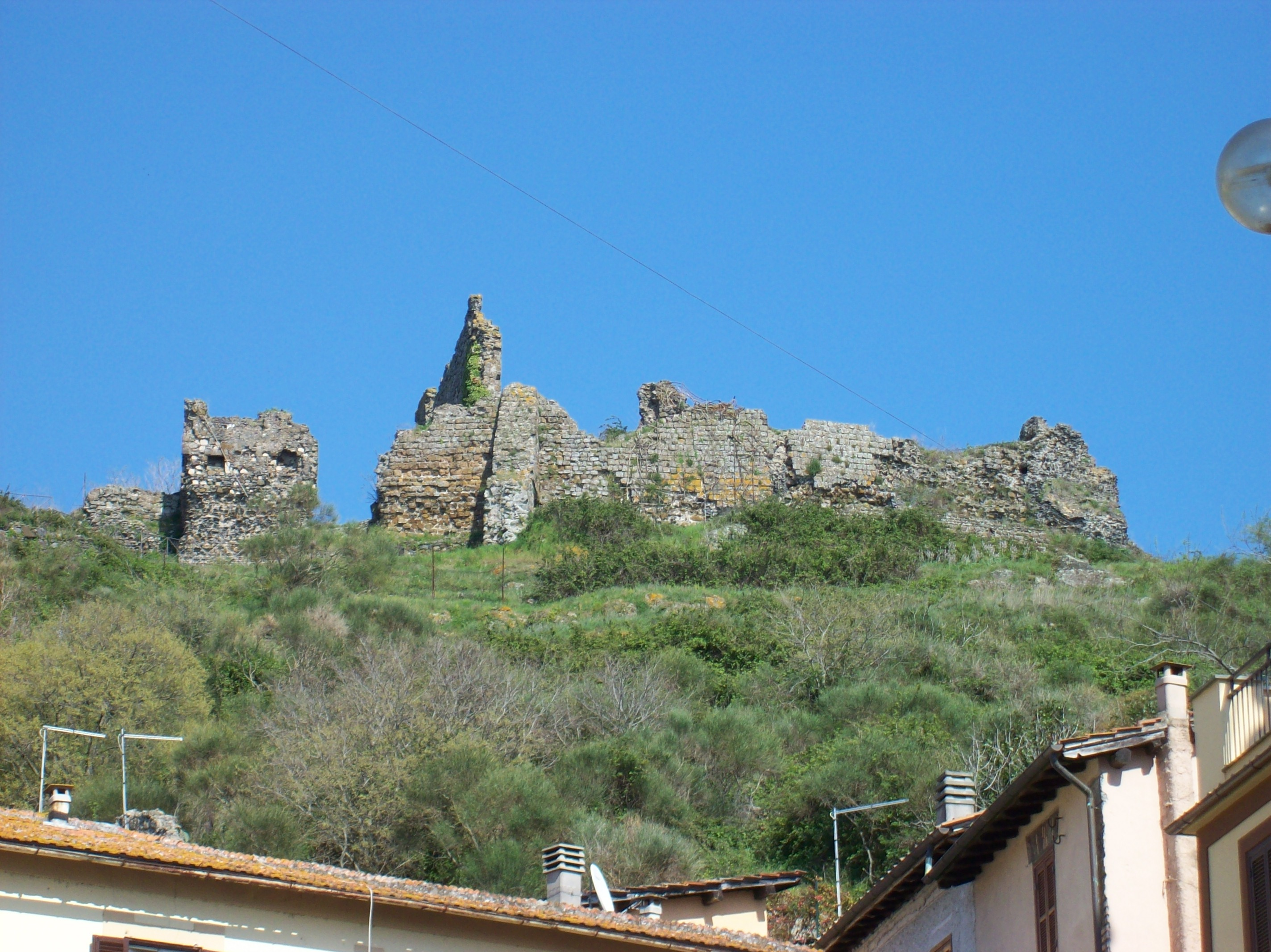
Il Castello di Trevignano

Sul lato nord la fortezza era difesa da una trincea che la separava dall'altipiano antistante, mentre a sud la difesa naturale era il lago. Le distruzioni arrecate dai soldati del Borgia nel 1497, l'incuria cui è stata per secoli lasciata, l'offesa delle intemperie e alcune piccole scosse telluriche, hanno ridotto questa fortezza, nota anche come "Rocca dei Vico" o "castello Orsini", a un cumulo di rovine. Il territorio circostante è stato riassestato ed è possibile accedere ai ruderi attraverso un sentiero con accesso dal sagrato della chiesa di Santa Maria Assunta.

### Aree naturali
Parco naturale regionale del complesso lacuale di Bracciano-Martignano
Ancor prima dell'istituzione del parco naturale regionale di Bracciano-Martignano, nel 1997 la Regione Lazio ha istituito il monumento naturale Le Pantane e Lagusiello, comprendente la zona paludosa delle Pantane ed il piccolo cratere del Lagusiello. I bassi fondali e la rigogliosa vegetazione di questa area favoriscono la sosta e la riproduzione di numerosi uccelli acquatici, in particolar modo migratori. All'interno del territorio comunale è presente una rete sentieristica percorribile a piedi, a cavallo o in mountabike.

## Società

### Evoluzione demografica
Abitanti censiti

### Etnie e minoranze straniere
Secondo i dati ISTAT al 31 dicembre 2010 la popolazione straniera residente era di 1 089 persone. Le nazionalità maggiormente rappresentate in base alla loro percentuale sul totale della popolazione residente erano:
- romena: 566 – 9,51%
- polacca: 126 – 2,12%
- britannica: 87 – 1,46%

## Cultura

### Istruzione
Istituto Comprensivo Tommaso Silvestri
L'istituto comprensivo "Tommaso Silvestri" è dotato di tre plessi: la Scuola dell'Infanzia (in via Carlo Alberto Dalla Chiesa), la scuola primaria (in via delle Scalette) e la scuola secondaria di primo grado (in piazza Vittorio Emanuele III).
L'asilo nido comunale Peter Pan
L'asilo nido comunale "Peter Pan" è sito in via del Monticello ed è destinato ad ospitare bambini da 3 mesi a 3 anni.

### Musei
Museo Civico Etrusco Romano "Prof. Gregorio Bianchini"

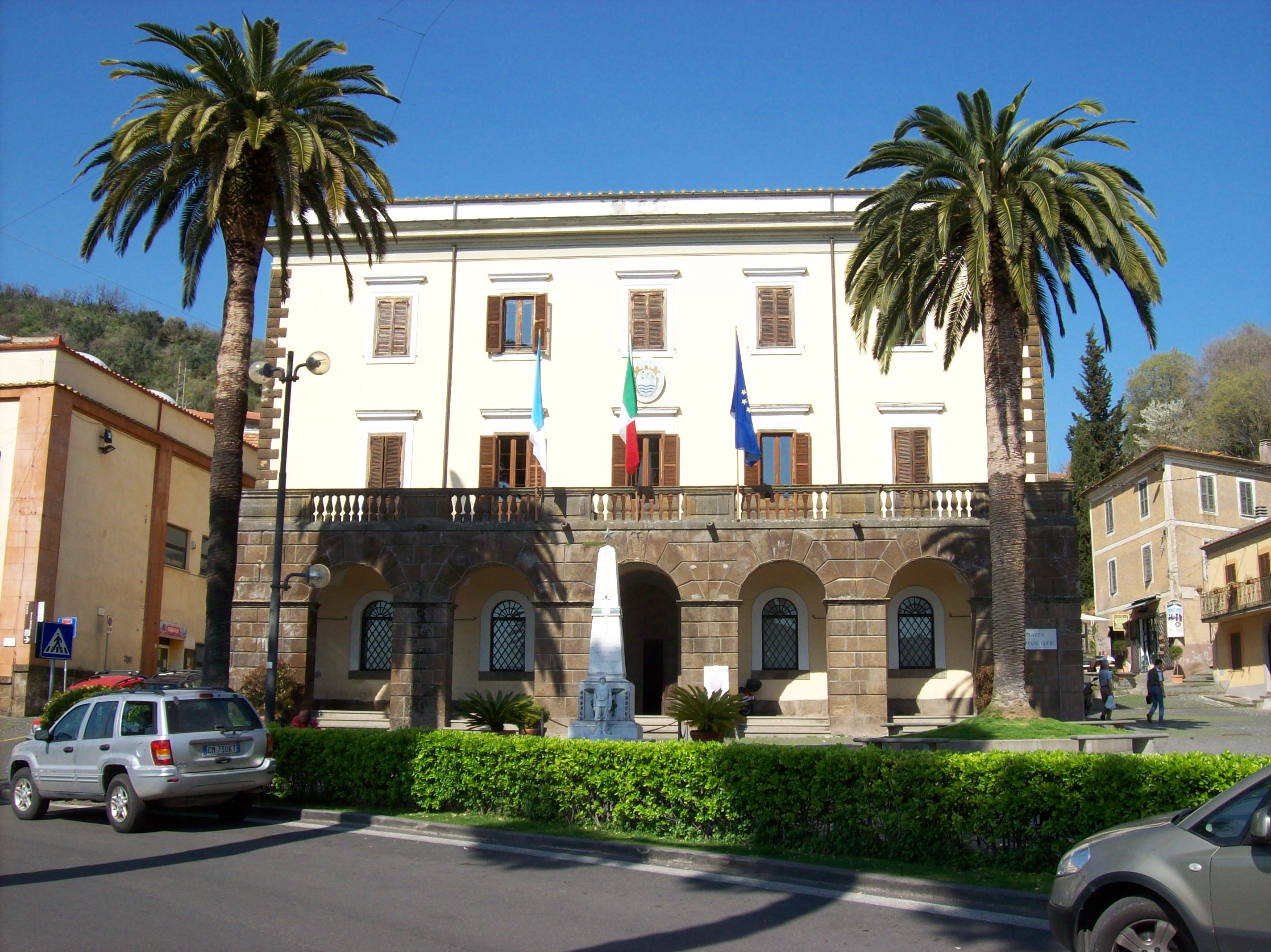
Comune e Museo Civico di Trevignano

Si ritiene che Trevignano sia stato il sito della città etrusca di Sabate, di cui però non è stata trovata traccia, se non un'estesa necropoli ad est e ad ovest del paese. Alcuni corredi delle tombe a camera del  VII - VI secolo a.C., sono visibili nel Museo civico situato al pianterreno del palazzo del comune.
Tra gli oggetti esposti, reperti vascolari di bucchero e di bronzo, borchie, fibule e ornamenti d'oro e ambra. Dalle ricche tombe Annesi-Piacentini e dei Flabelli scoperte intatte nel 1965, un grande flabello bronzeo, finemente decorato e due anforoni elegantemente dipinti di tradizione orientalizzante. Altri reperti etruschi di grande valore sono costituiti dalla sepoltura intatta di un guerriero dell'VIII secolo a.C., ancora dotata del suo corredo di armi e dai resti di due carri.

### Istituti Culturali
Biblioteca Comunale
La biblioteca comunale è situata presso il centro polivalente "Giovanni Paolo II". La sua posizione (sopra il centro anziani e all'interno del parco giochi comunale) evidenzia il carattere intergenerazionale delle attività culturali che in essa prendono vita. Le sue collezioni sono particolarmente ricche nella sezione ragazzi per l'acquisizione del fondo "La stanza delle parole scalze" (destinato alla fascia 0-6 anni ed in particolare al progetto Nati per Leggere) e nella sezione adulti per l'acquisizione del fondo prof. Louis Godart (in particolar modo libri di arte). La biblioteca aderisce al sistema bibliotecario Ceretano Sabatino.
Centro Culturale Giuliano Nencini "La Fontana"
Allestito dopo il recupero di un vecchio lavatoio sul lungolago, il centro culturale è intitolato a Giuliano Nencini, che coprì la carica di assessore comunale nei primi anni novanta. Il centro, gestito direttamente dal comune di Trevignano Romano, ospita attività culturali e piccoli eventi.
L'Archivio Storico
L'archivio storico comunale svolge le funzioni di conservazione, ordinamento, inventariazione del patrimonio documentario; assicura la consultazione e la valorizzazione del patrimonio. Il documento più antico in esso conservato risale al 1525. La consultazione dei beni in esso contenuti avviene solo tramite appuntamento.

### Eventi
- Ad aprile a Trevignano Romano si svolge la Marathon del lago di Bracciano, una manifestazione ciclistica di mountain bike.
- Ogni prima e terza domenica del mese si svolge il mercatino dell'artigianato e dell'antiquariato, nella piazza del Molo e sul Lungolago.
- Il 20 maggio la cittadina celebra il proprio santo patrono San Bernardino da Siena
- In occasione del Ferragosto, il 15 agosto si svolge la processione notturna sul lago al culmine dei festeggiamenti in onore di Maria SS. Assunta in cielo[16]

## Economia

### Turismo
Trevignano Romano è tra i comuni bandiera arancione del TCI dal 2004.
Dal 2018 è stato riconosciuto anche Bandiera Blu dalla FEE - Foundation for Environmental Education Italia Archiviato l'11 febbraio 2021 in Internet Archive..

## Infrastrutture e trasporti

### Strade
- SP4 del Lago (o Girolago)
- SP12/d

### Mobilità urbana
La cittadina è collegata con Roma e con città come Anguillara Sabazia e Bracciano attraverso le linee autobus della Cotral. Il collegamento alla più vicina stazione ferroviaria di Trenitalia, quella di Anguillara, è permesso grazie a specifiche corse Archiviato il 1º marzo 2021 in Internet Archive. del trasporto pubblico locale.

### Porti
Trevignano è collegata ad Anguillara Sabazia e Bracciano anche per mezzo della motonave Sabazia II, gestita dal consorzio lago di Bracciano, con attracco dal pontile di piazzale del Molo.

## Amministrazione

Gonfalone civico

Nel 1874 Trevignano cambia denominazione in Trevignano Romano, per distinguersi dall'omonimo comune trevigiano.
| Periodo        | Periodo        | Primo cittadino   | Partito                              | Carica                  | Note   |
| -------------- | -------------- | ----------------- | ------------------------------------ | ----------------------- | ------ |
| 23 aprile 1995 | 12 giugno 2004 | Rolando Luciani   | Lista civica di centro-sinistra      | Sindaco                 | [ 18 ] |
| 13 giugno 2004 | 2005           | Massimo Luciani   | Lista civica                         | Sindaco                 | [ 19 ] |
| 2005           | 28 maggio 2006 | Clara Vaccaro     |                                      | Commissario prefettizio |        |
| 29 maggio 2006 | 5 giugno 2016  | Massimo Luciani   | Lista civica Moderati per Trevignano | Sindaco                 | [ 20 ] |
| 6 giugno 2016  | in carica      | Claudia Maciucchi | Lista civica Chi ama Trevignano      | Sindaco                 |        |

### Gemellaggi
- Cittareale

## Sport

### Calcio
Le principali squadre di calcio del paese sono: il Trevignano Calcio Amatori che milita nel girone unico Lazio di 3ª Categoria Viterbo. La Virtus Trevignano che milita in , 2ª Categoria  presso Girone E Lazio di Roma. Entrambe le squadre disputano le partite in casa nello stadio comunale Giulio Morichelli.

### Altro
Sul lago di Bracciano nel versante di Trevignano Romano grazie alle favorevoli condizioni meteorologiche presenti tutto l'anno vengono praticati molti sport acquatici, come la vela, la canoa, le immersioni subacquee e il windsurf. Sono presenti di conseguenza molti circoli velici.
Il versante di Trevignano Romano, soprattutto nel periodo tardo-primaverile e estivo, usufruisce di una buona ventilazione proveniente ovest-nord ovest, oppure da sud ovest, spesso direttamente dal mare che in linea d'aria dista pochi chilometri.
Altri sport terrestri come escursionismo, la mountain bike ed il parapendio vengono apprezzati grazie alla favorevole conformazione del territorio.